# 金牛镇 (大冶市)
金牛镇为中华人民共和国湖北省大冶市下辖镇，全镇人口4.7万人，面积91平方公里。大金公路和铁贺公路在此交会，向西通贺胜桥，与107国道相接。

## 历史沿革
1955年划归大冶县时金牛镇为金牛区，后为改金牛公社。1984年改为乡，同年建镇。

## 行政区划
金牛镇下辖金畈、南城、官塘、彭畈、雷畈、童畈、风口、田辉、西山、吴伟、再左、堰口、金牛、董垴、新桥、胡胜、张桥、岩刘、龙山、贺桥、虬川、菜队、夏湾、胜桥、屏峰、小堰、祝山、胡铁、胡铺、阎家庄、小泉、下边、袁铺33个村委会和桥东街、桥西、新街3个居委会。